# Corrupted (japonská hudební skupina)
Corrupted (v překladu z angličtiny zkorumpovaný) je japonská drone/sludge/doommetalová kapela založená roku 1994 v Ósace.
Hraje podobný styl hudby jako skupiny Earth (raná tvorba), Boris či Sunn O))).

Členové kapely odmítají poskytovat rozhovory a také se nenechají fotografovat pro propagační účely. Ani jejich alba neobsahují fotografie sestavy kapely. Existují však snímky pořízené fanoušky během koncertů. Texty jsou většinou ve španělštině, ale i japonštině, angličtině a němčině.
Debutové studiové album s názvem Paso inferior vyšlo v roce 1997.

## Diskografie
Studiová alba
- Paso inferior (1997, Frigidity Discos)
- Llenándose de gusanos (1999, HG Fact)
- Se hace por los suenos asesinos (2004, HG Fact)
- El mundo frío (2005, HG Fact)
- Garten der Unbewusstheit (2011, Nostalgia Blackrain)
- Felicific Algorithm / Mushikeras (2024, Cold Spring Records)

EP
- Anciano (1995, Japan Overseas)
- El dios queja (1995, Tag Rag)
- Nadie (1995, Third Culture)
- Dios injusto (1999, Frigidity Discos)
- Felicific Algorithim (2018, Cold Spring Records)
- Mushikeras (2023, Self-released)

Singly
- La victima es tu mismo (2001, View Beyond Records)
- Vasana (2007, HG Fact)
- An Island Insane (2007, HG Fact)
- 喪失: Loss (2015, Crust War)

Split nahrávky
- s Grief (1995), HG Fact)
- s Black Army Jacket (1997, Frigidity Discos)
- s Enemy Soil (1997, HG Fact)
- s Noothgrush (1997, Reservoir)
- se Scarver's Calling (1999, Gouge Records)
- s Phobia (1999, Rhetoric Records / Deaf American Recordings)
- s Meat Slave (2000, HG Fact)
- s Machetazo (2000, Frigidity Records)
- se Sloth (2000, vlastním nákladem)
- s Discordance Axis a 324 (2001, HG Fact)
- s Cripple Bastards (2002, HG Fact)
- s Infaust (2002, Blind Date)